# Paul Sarbanes
Paul Sarbanes (Salisbury, 1933. február 3. – Baltimore, 2020. december 6.) az Amerikai Egyesült Államok szenátora (Maryland, 1977–2007).